# Detlef Schrempf
Detlef Schrempf (ur. 21 stycznia 1963 w Leverkusen) – niemiecki koszykarz, w latach 1985–2001 zawodnik ligi NBA, uczestnik meczów gwiazd NBA, dwukrotny laureat nagrody dla najlepszego rezerwowego sezonu (1990/91 i 1991/92).

## Przebieg kariery
Wychowanek czołowego wówczas zachodnioniemieckiego zespołu klubowego – TuS 04 Leverkusen, w barwach którego z powodzeniem występował w Bundeslidze (mistrzostwo i wicemistrzostwo RFN). W 1980 r. przyjechał do USA. Przez rok (w latach 1980–1981) uczył się w szkole średniej Centralia High School w Centralii w stanie Waszyngton, jednocześnie występując w tamtejszej drużynie koszykarskiej. W 1981 r. rozpoczął 4-letnie studia na Uniwersytecie Waszyngtońskim w Seattle, w latach 1981–1985 grając w zespole z tego college'u (w 1982 r. w turnieju National Invitation Tournaments, a w 1984 r. i 1985 r. w NCAA Division I). W czerwcu 1985 r. wybrany z numerem 8. w drafcie NBA przez Dallas Mavericks. W 1989 r. przekazany do Indiany Pacers dał się poznać jako jeden z lepszych specjalistów w rzutach z dystansu. Przed sezonem 1993/94 trafił do Seattle SuperSonics, z którą dotarł do finału w 1996 r. Od 1999 r. występował w Portland Trail Blazers i tam skończył zawodową karierę w 2001 r. Trzykrotnie zagrał w NBA All-Star Game. W latach 2005–2007 zatrudniony w SuperSonics jako asystent trenera.
Z juniorskimi kadrami RFN zagrał na mistrzostwach Europy 1982 U-18 i mistrzostwach świata 1983 U-19, na obydwu imprezach będąc najlepszym strzelcem swoich drużyn. Z seniorską reprezentacją RFN zagrał w mistrzostwach Europy 1983 (średnio 15,3 pkt na mecz) i mistrzostwach Europy 1985 (średnio 24,4 pkt na mecz). Dwukrotnie wystąpił na igrzyskach olimpijskich – w 1984 w Los Angeles reprezentował RFN, zaś w 1992 w Barcelonie już zjednoczone Niemcy. Łącznie w seniorskich reprezentacjach RFN i Niemiec zagrał 71 spotkań.

## Osiągnięcia
Na podstawie, o ile nie zaznaczono inaczej.
NCAA
- 2–krotny mistrz konferencji Pac-10 (1984, 1985)[5]
- Uczestnik rozrywek NCAA Sweet 16 (1984)[5]
- Zawodnik Roku Dystryktu VIII (1984)[5]
- Wybrany do:
  - I składu All-Pac-12 (1984–1985)[5]
  - III składu All-American (przez NABC – 1985)[6]
  - Washington All-Century Basketball Team (2002)[5]
  - Galerii Sław Sportu w Waszyngtonie – Washington's Hall of Fame (1995)[5]

NBA
- Finalista NBA (1996)[7]
- dwukrotny laureat nagrody dla najlepszego rezerwowego sezonu (1991, 1992)[2]
- drugi w głosowaniu na najlepszego „szóstego” zawodnika ligi (1989/1990)[8]
- dwukrotnie drugi na liście najskuteczniejszych strzelców za 3 punkty (47,8%, sezon 1986-87)[9] oraz (51,4%, sezon 1994-95)[10]
- Wybrany do III składu NBA (1995)[11]
- Uczestnik:
  - meczu gwiazd NBA (1993, 1995, 1997[a])[1]
  - konkursu rzutów za trzy punkty organizowanego przy okazji NBA All-Star Weekend (1987–1988)[13]
- Zawodnik miesiąca NBA (luty 1992)[14]

Reprezentacja
- Uczestnik:
  - igrzysk olimpijskich (1984 – 8. miejsce, 1992 – 7. miejsce)[3]
  - mistrzostw:
    - Europy (1983 – 8. miejsce, 1985 – 5. miejsce)[15]
    - Europy U–18 (1982 – 5. miejsce)
    - świata U–19 (1983 – 5. miejsce)
- Wybrany do składu I składu mistrzostw Europy 1985